# Coppa Intercontinentale di skeleton 2013
La Coppa Intercontinentale di skeleton 2013 è stata la sesta edizione del circuito mondiale di secondo livello dello skeleton, manifestazione organizzata dalla Federazione Internazionale di Bob e Skeleton; è iniziata il 30 novembre 2012 a Whistler, in Canada, e si è conclusa il 23 gennaio 2013 a Winterberg, in Germania. Vennero disputate diciotto gare: nove per le donne e altrettante per gli uomini in cinque differenti località.
Vincitori dei trofei, conferiti agli atleti classificatisi per primi nel circuito, sono stati la tedesca Katharina Heinz nel singolo femminile, e il connazionale Alexander Gassner in quello maschile.

## Calendario
| Località   | Data                         | Donne | Uomini |
| ---------- | ---------------------------- | ----- | ------ |
| Whistler   | 30 novembre–1º dicembre 2012 | ●●    | ●●     |
| Park City  | 7–8 dicembre 2012            | ●●    | ●●     |
| Innsbruck  | 5–6 gennaio 2013             | ●●    | ●●     |
| Altenberg  | 11–12 gennaio 2013           | ●●    | ●●     |
| Winterberg | 23 gennaio 2013              | ●     | ●      |
| Totale     | Totale                       | 9     | 9      |

## Risultati

### Donne
| Data             | Località   | Prime classificate            | Seconde classificate          | Terze classificate                                   |
| ---------------- | ---------- | ----------------------------- | ----------------------------- | ---------------------------------------------------- |
| 30 novembre 2012 | Whistler   | Katharina Heinz Germania      | Noelle Pikus-Pace Stati Uniti | Rose McGrandle Regno Unito e Sophia Griebel Germania |
| 1º dicembre 2012 | Whistler   | Noelle Pikus-Pace Stati Uniti | Sophia Griebel Germania       | Micaela Widmer Canada                                |
| 7 dicembre 2012  | Park City  | Kimber Gabrysak Stati Uniti   | Katharina Heinz Germania      | Sophia Griebel Germania                              |
| 8 dicembre 2012  | Park City  | Kimber Gabrysak Stati Uniti   | Laura Deas Regno Unito        | Lanette Prediger Canada                              |
| 5 gennaio 2013   | Innsbruck  | Elena Nikitina Russia         | Marija Orlova Russia          | Ol'ga Potylicina Russia                              |
| 6 gennaio 2013   | Innsbruck  | Elena Nikitina Russia         | Melissa Hoar Australia        | Robynne Thompson Canada                              |
| 11 gennaio 2013  | Altenberg  | Katharina Heinz Germania      | Donna Creighton Regno Unito   | Kathleen Lorenz Germania                             |
| 12 gennaio 2013  | Altenberg  | Tina Hermann Germania         | Katharina Heinz Germania      | Micaela Widmer Canada                                |
| 23 gennaio 2013  | Winterberg | Katharina Heinz Germania      | Laura Deas Regno Unito        | Robynne Thompson Canada                              |

### Uomini
| Data             | Località   | Primi classificati                 | Secondi classificati               | Terzi classificati                 |
| ---------------- | ---------- | ---------------------------------- | ---------------------------------- | ---------------------------------- |
| 30 novembre 2012 | Whistler   | Alexander Gassner Germania         | Dominic Edward Parsons Regno Unito | Dave Greszczyszyn Canada           |
| 1º dicembre 2012 | Whistler   | Alexander Gassner Germania         | Charles Wlodarczak Canada          | Dominic Edward Parsons Regno Unito |
| 7 dicembre 2012  | Park City  | Dominic Edward Parsons Regno Unito | Alexander Gassner Germania         | Brad Stewart Stati Uniti           |
| 8 dicembre 2012  | Park City  | Axel Jungk Germania                | Dominic Edward Parsons Regno Unito | Mike Dellemann Stati Uniti         |
| 5 gennaio 2013   | Innsbruck  | Aleksandr Tret'jakov Russia        | Sergej Čudinov Russia              | Axel Jungk Germania                |
| 6 gennaio 2013   | Innsbruck  | Aleksandr Tret'jakov Russia        | Sergej Čudinov Russia              | Alexander Gassner Germania         |
| 11 gennaio 2013  | Altenberg  | Alexander Gassner Germania         | Ben Sandford Nuova Zelanda         | Axel Jungk Germania                |
| 12 gennaio 2013  | Altenberg  | Alexander Gassner Germania         | Axel Jungk Germania                | Ben Sandford Nuova Zelanda         |
| 23 gennaio 2013  | Winterberg | Alexander Gassner Germania         | Dave Greszczyszyn Canada           | Axel Jungk Germania                |

## Classifiche

### Donne
| Pos. | Nome atleta        | Nazione     | WHI-1 | WHI-2 | PKC-1 | PKC-2 | INN-1 | INN-2 | ALT-1 | ALT-2 | WIN | Totale |
| ---- | ------------------ | ----------- | ----- | ----- | ----- | ----- | ----- | ----- | ----- | ----- | --- | ------ |
| 1    | Katharina Heinz    | Germania    | 1     | 4     | 2     | 9     | 9     | 4     | 1     | 2     | 1   | 924    |
| 2    | Robynne Thompson   | Canada      | 8     | 10    | 10    | 6     | 6     | 3     | 10    | 8     | 3   | 756    |
| 3    | Rose McGrandle     | Regno Unito | 3     | 7     | 7     | 4     | 7     | 12    | 9     | 9     | 6   | 754    |
| 4    | Tina Hermann       | Germania    | 13    | 16    | 9     | 5     | 10    | 7     | 4     | 1     | 13  | 708    |
| 5    | Micaela Widmer     | Canada      | 6     | 3     | 8     | 13    | 12    | 14    | 6     | 3     | 11  | 708    |
| 6    | Melissa Hoar       | Australia   | 12    | 12    | 4     | 10    | 5     | 2     | 14    | 12    | 14  | 674    |
| 7    | Laura Deas         | Regno Unito | 16    | 13    | 11    | 2     | 19    | 8     | 7     | 10    | 2   | 669    |
| 8    | Kimber Gabrysak    | Stati Uniti | -     | -     | 1     | 1     | 13    | 11    | 5     | 11    | 9   | 604    |
| 9    | Lanette Prediger   | Canada      | 5     | 11    | 6     | 3     | 22    | 15    | 13    | DNS   | 4   | 586    |
| 10   | Svetlana Vasil'eva | Russia      | 10    | 6     | 5     | 12    | -     | -     | 12    | 4     | 5   | 568    |

### Uomini
| Pos. | Nome atleta        | Nazione     | WHI-1 | WHI-2 | PKC-1 | PKC-2 | INN-1 | INN-2 | ALT-1 | ALT-2 | WIN | Totale |
| ---- | ------------------ | ----------- | ----- | ----- | ----- | ----- | ----- | ----- | ----- | ----- | --- | ------ |
| 1    | Alexander Gassner  | Germania    | 1     | 1     | 2     | 6     | 4     | 3     | 1     | 1     | 1   | 996    |
| 2    | Axel Jungk         | Germania    | 16    | 6     | 5     | 1     | 3     | 4     | 3     | 2     | 3   | 860    |
| 3    | Dave Greszczyszyn  | Canada      | 3     | 5     | 6     | 6     | 5     | 6     | 5     | 4     | 2   | 848    |
| 4    | Charles Wlodarczak | Canada      | 4     | 2     | 4     | 12    | 18    | 13    | 14    | 10    | 11  | 662    |
| 5    | Paul Fraser        | Canada      | 11    | DSQ   | 8     | 10    | 6     | 5     | 8     | 6     | 6   | 656    |
| 6    | Anton Batuev       | Russia      | 6     | 4     | 7     | 8     | -     | -     | 4     | 11    | 5   | 604    |
| 7    | Brad Stewart       | Stati Uniti | 13    | 9     | 3     | 4     | -     | -     | 6     | 5     | 15  | 566    |
| 8    | Yuki Sasahara      | Giappone    | 10    | 12    | 9     | 13    | 11    | 9     | 12    | 7     | -   | 564    |
| 9    | Andrej Svistov     | Russia      | 7     | 8     | 11    | 5     | -     | -     | 7     | 8     | 13  | 548    |
| 10   | Mike Dellemann     | Stati Uniti | 18    | 17    | 13    | 3     | 12    | 7     | DNS   | DNS   | 10  | 466    |